# Liste des régiments de la British Army
La liste des régiments britanniques regroupe les différentes unités militaires de l'armée de terre britannique, la British Army.

## Artillerie

### Régiment en 2005
- 1 Regiment RHA
- 3 Regiment RHA
- 4 Regiment RA
- 5 Regiment RA
- 7 Regiment RHA
- 12 Regiment RA
- 14 Regiment RA
- 16 Regiment RA
- 19 Regiment RA
- 26 Regiment RA
- 29 Commando Regiment RA
- 32 Regiment RA
- 39 Regiment RA
- 40 Regiment RA
- 47 Regiment RA

Note : Le 29 Commando Regiment RA fait partie de la 3rd Commando Brigade, Royal Marines, de la Royal Navy.
À ces unités, l'Armée Britannique compte 7 unités d'artillerie au sein de la Réserve :
- The Honourable Artillery Company
- 100 Regt RA (V)
- 101 Regt RA (V)
- 103 Regt RA (V)
- 104 Regt RA (V)
- 105 Regt RA (V)
- 106 Regt RA (V)

## Cavalerie

### Régiments en 1962
- The Life Guards
- The Royal Horse Guards (The Blues)

- 1st The Queen's Dragoon Guards
- 3rd Carabiniers
- 4th/7th Royal Dragoon Guards
- 5th Royal Inniskilling Dragoon Guards
- 1st The Royal Dragoons
- The Royal Scots Greys
- The Queen's Own Hussars
- The Queen's Royal Irish Hussars
- 9th/12th Royal Lancers (Prince of Wales's)
- 10th Royal Hussars (Prince of Wales's Own)
- 11th Hussars (Prince Albert's Own)
- 13th/18th Royal Hussars (Queen Mary's Own)
- 14th/20th King's Hussars
- 15th/19th The King's Royal Hussars
- 16th/5th The Queen's Royal Lancers
- 17th/21st Lancers
- The Royal Tank Regiment

### Régiments en 1972
- The Life Guards
- The Blues and Royals (Royal Horse Guards and 1st Dragoons)

- 1st The Queen's Dragoon Guards
- The Royal Scots Dragoon Guards (Carabiniers and Greys)
- 4th/7th Royal Dragoon Guards
- 5th Royal Inniskilling Dragoon Guards
- The Queen's Own Hussars
- The Queen's Royal Irish Hussars
- 9th/12th Royal Lancers (Prince of Wales's)
- The Royal Hussars (Prince Albert's Own)
- 13th/18th Royal Hussars (Queen Mary's Own)
- 14th/20th King's Hussars
- 15th/19th The King's Royal Hussars
- 16th/5th The Queen's Royal Lancers
- 17th/21st Lancers
- The Royal Tank Regiment

### Régiments en 1995
- Household Cavalry Regiment
  - The Life Guards
  - The Blues and Royals (Royal Horse Guards and 1st Dragoons)

- 1st The Queen's Dragoon Guards (en)
- The Royal Scots Dragoon Guards (Carabiniers and Greys)
- The Royal Dragoon Guards
- The Queen's Royal Hussars (The Queen's Own and Royal Irish) (en)
- 9th/12th Royal Lancers (Prince of Wales's)
- The King's Royal Hussars
- The Light Dragoons
- The Queen's Royal Lancers
- The Royal Tank Regiment

## Génie

### Régiments en 2005
- 21 Engineer Regiment
- 22 Engineer Regiment
- 23 Engineer Regiment
- 25 Engineer Regiment
- 26 Engineer Regiment
- 28 Engineer Regiment
- 32 Engineer Regiment
- 33 Engineer Regiment
- 35 Engineer Regiment
- 36 Engineer Regiment
- 38 Engineer Regiment
- 39 Engineer Regiment
- 42 Engineer Regiment

À ces unités, il existe des régiments de génie de la réserve : 
- 71 Engineer Regiment (V)
- 73 Engineer Regiment (V)
- 75 Engineer Regiment (V)
- Royal Monmouthshire RE (Militia)
- 101 Engineer Regiment (V)

## Infanterie

### Régiments en 1881
- The Royal Scots (Lothian Regiment)
- The Queen's (Royal West Surrey Regiment)
- The Buffs (East Kent Regiment)
- The King's Own (Royal Lancaster Regiment)
- The Northumberland Fusiliers
- The Royal Warwickshire Regiment
- The Royal Fusiliers (City of London Regiment)
- The King's (Liverpool Regiment)
- The Norfolk Regiment
- The Lincolnshire Regiment
- Devonshire Regiment
- The Suffolk Regiment
- Prince Albert's Light Infantry (Somersetshire Regiment)
- The Prince of Wales's Own (West Yorkshire Regiment)
- The East Yorkshire Regiment
- The Bedfordshire Regiment
- The Leicestershire Regiment
- The Royal Irish Regiment
- The Princess of Wales's Own (Yorkshire Regiment)
- The Lancashire Fusiliers
- The Royal Scots Fusiliers
- The Cheshire Regiment
- The Royal Welch Fusiliers
- The South Wales Borderers
- The King's Own Borderers
- The Cameronians (Scotch Rifles)
- The Royal Inniskilling Fusiliers
- The Gloucestershire Regiment
- The Worcestershire Regiment
- The East Lancashire Regiment
- The East Surrey Regiment
- The Duke of Cornwall's Light Infantry
- The Duke of Wellington's (West Riding Regiment)
- The Border Regiment
- The Royal Sussex Regiment
- The Hampshire Regiment
- The South Staffordshire Regiment
- The Dorsetshire Regiment 39th and 54th
- The Prince of Wales's Volunteers (South Lancashire Regiment) 40th
- The Welsh Regiment
- The Black Watch (Royal Highlanders)
- The Oxfordshire Light Infantry
- The Essex Regiment
- The Sherwood Foresters (Derbyshire Regiment)
- The Loyal North Lancashire Regiment
- The Northamptonshire Regiment
- Princess Charlotte of Wales's (Berkshire Regiment)
- The Queen's Own (Royal West Kent Regiment)
- The King's Own Light Infantry (South Yorkshire Regiment)
- The King's Light Infantry (Shropshire Regiment)
- The (Duke of Cambridge's Own) Middlesex Regiment
- The King's Royal Rifle Corps
- The (Duke of Edinburgh's) Wiltshire Regiment
- The Manchester Regiment
- The (Prince of Wales's) North Staffordshire Regiment
- The York and Lancaster Regiment
- The Durham Light Infantry
- The Highland Light Infantry
- Seaforth Highlanders (Ross-shire Buffs)
- The Gordon Highlanders
- The Queen's Own Cameron Highlanders
- The Royal Irish Rifles
- Princess Victoria's (Royal Irish Fusiliers)
- The Connaught Rangers
- Princess Louise's (Sutherland and Argyll Highlanders)
- The Prince of Wales' Leinster Regiment (Royal Canadians)
- The Royal MunsterFusiliers
- The Royal Dublin Fusiliers
- The Prince Consort's Own (Rifle Brigade)
- 1st West India Regiment
- 2nd West India Regiment

### Régiments en 1918
- The Royal Scots (Lothian Regiment)
- The Queen's (Royal West Surrey Regiment)
- The Buffs (East Kent Regiment)
- The King's Own (Royal Lancaster Regiment)
- The Northumberland Fusiliers
- The Royal Warwickshire Regiment
- The Royal Fusiliers (City of London Regiment)
- The King's (Liverpool Regiment)
- The Norfolk Regiment
- The Lincolnshire Regiment
- The Devonshire Regiment
- The Suffolk Regiment
- Prince Albert's Light Infantry (Somersetshire Regiment)
- The Prince of Wales's Own (West Yorkshire Regiment)
- The East Yorkshire Regiment
- The Bedfordshire Regiment
- The Leicestershire Regiment
- The Royal Irish Regiment
- Alexandra, Princess of Wales's Own (Yorkshire Regiment)
- The Lancashire Fusiliers
- The Royal Scots Fusiliers
- The Cheshire Regiment
- The Royal Welsh Fusiliers
- The South Wales Borderers
- The King's Own Scottish Borderers
- The Cameronians (Scottish Rifles)
- The Royal Inniskilling Fusiliers
- The Gloucestershire Regiment
- The Worcestershire Regiment
- The East Lancashire Regiment
- The East Surrey Regiment
- The Duke of Cornwall's Light Infantry
- The Duke of Wellington's (West Riding Regiment)
- The Border Regiment
- The Royal Sussex Regiment
- The Hampshire Regiment
- The South Staffordshire Regiment
- The Dorsetshire Regiment
- The Prince of Wales's Volunteers (South Lancashire Regiment)
- The Welsh Regiment 1921: "Welch"
- The Black Watch (Royal Highlanders)
- The Oxfordshire and Buckinghamshire Light Infantry
- The Essex Regiment
- The Sherwood Foresters (Nottinghamshire and Derbyshire Regiment)
- The Loyal North Lancashire Regiment
- The Northamptonshire Regiment
- Princess Charlotte of Wales's (Berkshire Regiment)
- The Queen's Own (Royal West Kent Regiment)
- The King's Own Light Infantry (South Yorkshire Regiment)
- The King's Light Infantry (Shropshire Regiment)
- The (Duke of Cambridge's Own) Middlesex Regiment
- The King's Royal Rifle Corps
- The (Duke of Edinburgh's) Wiltshire Regiment
- The Manchester Regiment
- The (Prince of Wales's) North Staffordshire Regiment
- The York and Lancaster Regiment
- The Durham Light Infantry
- The Highland Light Infantry
- Seaforth Highlanders (Ross-shire Buffs, The Duke of Albany's)
- The Gordon Highlanders
- The Queen's Own Cameron Highlanders
- The Royal Irish Rifles
- Princess Victoria's (Royal Irish Fusiliers)
- The Connaught Rangers
- Princess Louise's (Argyll and Sutherland Highlanders)
- The Prince of Wales's Leinster Regiment (Royal Canadians)
- The Royal Munster Fusiliers
- The Royal Dublin Fusiliers
- The Prince Consort's Own (Rifle Brigade)
- Army Cyclist Corps
- Machine Gun Corps
- Tank Corps
- Labour Corps
- The West India Regiment
- The Royal Newfoundland Regiment
- British West Indies Regiment

Note : Lors de l'indépendance de l'Irlande en 1922, 5 régiments d'infanterie ont été dissous. Ce sont les suivants : The Royal Irish Regiment, The Connaught Rangers, The Prince of Wales's Leinster Regiment (Royal Canadians), The Royal Munster Fusiliers et The Royal Dublin Fusiliers.
Quant au régiment Royal Irish Rifles, il change de nom et devient le Royal Ulster Rifles.

### Régiments en 1945
- The Royal Scots (The Royal Regiment)
- The Queen's Royal Regiment (West Surrey)
- The Buffs (Royal East Kent Regiment)
- The King's Own Royal Regiment (Lancaster)
- The Royal Northumberland Fusiliers
- The Royal Warwickshire Regiment
- The Royal Fusiliers (City of London Regiment)
- The King's Regiment (Liverpool)
- The Royal Norfolk Regiment
- The Lincolnshire Regiment
- The Devonshire Regiment
- The Suffolk Regiment
- The Somerset Light Infantry (Prince Albert's)
- The West Yorkshire Regiment (The Prince of Wales's Own)
- The East Yorkshire Regiment (The Duke of York's Own)
- The Bedfordshire and Hertfordshire Regiment
- The Leicestershire Regiment
- The Green Howards (Alexandra, Princess of Wales's Own Yorkshire Regiment)
- The Lancashire Fusiliers
- The Royal Scots Fusiliers
- The Cheshire Regiment
- The Royal Welch Fusiliers
- The South Wales Borderers
- The King's Own Scottish Borderers
- The Cameronians (Scottish Rifles)
- The Royal Inniskilling Fusiliers
- The Gloucestershire Regiment
- The Worcestershire Regiment
- The East Lancashire Regiment
- The East Surrey Regiment
- The Duke of Cornwall's Light Infantry
- The Duke of Wellington's Regiment (West Riding)
- The Border Regiment
- The Royal Sussex Regiment
- The Hampshire Regiment
- The South Staffordshire Regiment
- The Dorsetshire Regiment
- The South Lancashire Regiment (Prince of Wales's Volunteers)
- The Welch Regiment
- The Black Watch (Royal Highland Regiment)
- The Oxfordshire and Buckinghamshire Light Infantry
- The Essex Regiment
- The Sherwood Foresters (Nottinghamshire and Derbyshire Regiment)
- The Loyal Regiment (North Lancashire)
- The Northamptonshire Regiment
- The Royal Berkshire Regiment (Princess Charlotte of Wales's)
- The Queen's Own Royal West Kent Regiment
- The King's Own Yorkshire Light Infantry
- The King's Shropshire Light Infantry
- The Middlesex Regiment (Duke of Cambridge's Own)
- The King's Royal Rifle Corps
- The Wiltshire Regiment (Duke of Edinburgh's)
- The Manchester Regiment
- The North Staffordshire Regiment (The Prince of Wales's)
- The York and Lancaster Regiment
- The Durham Light Infantry
- The Highland Light Infantry (City of Glasgow Regiment)
- Seaforth Highlanders (Ross-shire Buffs, The Duke of Albany's)
- The Gordon Highlanders
- The Queen's Own Cameron Highlanders
- The Royal Ulster Rifles
- The Royal Irish Fusiliers (Princess Victoria's)
- The Argyll and Sutherland Highlanders (Princess Louise's)
- The Rifle Brigade (Prince Consort's Own)
- The Lowland Regiment
- The Highland Regiment

- The Parachute Regiment
- The Glider Pilot Regiment
- Special Air Service Regiment

### Régiments en 1962
- The Royal Scots (The Royal Regiment)
- The Queen's Royal Surrey Regiment
- The Queen's Own Buffs, The Royal Kent Regiment
- The King's Own Royal Border Regiment
- The Royal Northumberland Fusiliers
- The Royal Warwickshire Regiment
- The Royal Fusiliers (City of London Regiment)
- The King's Regiment (Liverpool and Manchester)
- 1st East Anglian Regiment (Royal Norfolk and Suffolk)
- 2nd East Anglian Regiment (Duchess of Gloucester's Own Lincoln and Northamptonshire)
- The Devonshire and Dorset Regiment
- The Somerset and Cornwall Light Infantry
- The Prince of Wales's Own Regiment of Yorkshire
- 3rd East Anglian Regiment (16th/44th Foot)
- The Royal Leicestershire Regiment
- The Green Howards (Alexandra, Princess of Wales's Own Yorkshire Regiment)
- The Lancashire Fusiliers
- The Royal Highland Fusiliers (Princess Margaret's Own Glasgow and Ayrshire Regiment)
- The Cheshire Regiment
- The Royal Welch Fusiliers
- The South Wales Borderers
- The King's Own Scottish Borderers
- The Cameronians (Scottish Rifles)
- The Royal Inniskilling Fusiliers
- The Gloucestershire Regiment
- The Worcestershire Regiment
- The Lancashire Regiment (Prince of Wales's Volunteers)
- The Duke of Wellington's Regiment (West Riding)
- The Royal Sussex Regiment
- The Royal Hampshire Regiment
- The Staffordshire Regiment (The Prince of Wales's)
- The Welch Regiment
- The Black Watch (Royal Highland Regiment)
- 1st Green Jackets, 43rd and 52nd
- The Sherwood Foresters (Nottinghamshire and Derbyshire Regiment)
- The Loyal Regiment (North Lancashire)
- The Duke of Edinburgh's Royal Regiment (Berkshire and Wiltshire)
- The King's Own Yorkshire Light Infantry
- The King's Shropshire Light Infantry
- The Middlesex Regiment (Duke of Cambridge's Owns)
- 2nd Green Jackets, The King's Royal Rifle Corps
- The York and Lancaster Regiment
- The Durham Light Infantry
- Queen's Own Highlanders (Seaforth and Camerons)
- The Gordon Highlanders
- The Royal Ulster Rifles
- The Royal Irish Fusiliers (Princess Victoria's)
- The Argyll and Sutherland Highlanders (Princess Louise's)
- The Parachute Regiment
- 2nd King Edward VII's Own Goorkha Rifles (The Sirmoor Rifles)
- 6th Queen Elizabeth's Own Gurkha Rifles
- 7th Duke of Edinburgh's Own Gurkha Rifles
- 10th Princess Mary's Own Gurkha Rifles
- 3rd Green Jackets, The Rifle Brigade

Note : En 1968, Deux régiments (The Cameronians (Scottish Rifles) et The York and Lancaster Regiment) ont été dissous.

### Régiments en 1972
- The Royal Scots (The Royal Regiment)
- The Queen's Regiment
- The King's Own Royal Border Regiment
- The Royal Regiment of Fusiliers
- The King's Regiment
- The Royal Anglian Regiment
- The Devonshire and Dorset Regiment
- The Light Infantry
- The Prince of Wales's Own Regiment of Yorkshire
- The Green Howards (Alexandra, Princess of Wales's Own Yorkshire Regiment)
- The Royal Highland Fusiliers (Princess Margaret's Own Glagow and Ayrshire Regiment)
- The Cheshire Regiment
- The Royal Welch Fusiliers
- The Royal Regiment of Wales
- The King's Own Scottish Borderers
- The Royal Irish Rangers (27th (Inniskilling) 83rd and 87th)
- The Gloucestershire Regiment
- The Worcestershire and Sherwood Foresters Regiment (29th/45th Foot)
- The Queen's Lancashire Regiment
- The Duke of Wellington's Regiment (West Riding)
- The Royal Hampshire Regiment
- The Staffordshire Regiment (The Prince of Wales's)
- The Black Watch (Royal Highland Regiment)
- The Duke of Edinburgh's Royal Regiment (Berkshire and Wiltshire)
- Queen's Own Highlanders (Seaforth and Camerons)
- The Gordon Highlanders
- The Argyll and Sutherland Highlanders (Princess Louise's)
- The Parachute Regiment
- 2nd King Edward VII's Own Gurkha Rifles (The Sirmoor Rifles)
- 6th Queen Elizabeth's Own Gurkha Rifles
- 7th Duke of Edinburgh's Own Gurkha Rifles
- 10th Princess Mary's Own Gurkha Rifles
- The Royal Green Jackets

Note : Les régiments suivants ont été créés par fusion de certaines brigade administratives :
- The Queen's Regiment - anciennement Home Countie Brigade
- The Royal Regiment of Fusiliers - anciennement Fusiliers Brigade
- The Royal Anglian Regiment - anciennement East Anglian Brigade
- The Light Infantry - anciennement Light Infantry Brigade
- The Royal Irish Rangers (27th (Inniskilling) 83rd and 87th) - anciennement North Irish Brigade
- The Royal Green Jackets - anciennement Green Jackets Brigade

### Régiments en 1995
The Guards Division - 5 bataillons d'infanterie :
- The Grenadier Guards
  - 1st Battalion
- The Coldstream Guards
  - 1st Battalion
- The Scots Guards
  - 1st Battalion
- The Irish Guards
  - 1st Battalion
- The Welsh Guards
  - 1st Battalion

The Scottish Division - 6 bataillons d'infanterie :
- The Royal Scots (The Royal Regiment)
  - 1st Battalion
- The Royal Highland Fusiliers (Princess Margaret' own Glasgow and Ayrshire Regiment)
  - 1st Battalion
- The King's Own Scottish Borderers
  - 1st Battalion
- The Black Watch (Royal Highland Regiment)
  - 1st Battalion
- The Highlanders (Seaforth, Gordons and Camerons)
  - 1st Battalion
- The Argyll and Sutherland Highlanders (Princess Louise's)
  - 1st Battalion

The Queen's Division - 6 bataillons d'infanterie :
- The Princess of Wales’s Royal Regiment (Queen's and Royal Hampshire)
  - 1st Batallion
  - 2nd Batallion
- The Royal Regiment of Fusiliers
  - 1st Batallion
  - 2nd Batallion
- The Royal Anglian Regiment 
  - 1st Batallion
  - 2nd Batallion

The King's Division - 6 bataillons d'infanterie :
- The King's Own Border Regiment 
  - 1st Batallion
- The King's Regiment
  - 1st Batallion
- The Prince of Wales's Own Regiment of Yorkshire 
  - 1st Batallion
- The Green Howards (Alexandra, Princess of Wales's Own Yorkshire Regiment)
  - 1st Batallion
- The Queen's Lancashire Regiment 
  - 1st Batallion
- The Duke of Wellington's Regiment (West Riding)
  - 1st Batallion

The Prince of Wales's Division - 7 bataillons d'infanterie : 
- The Devonshire and Dorset Regiment 
  - 1st Batallion
- The Cheshire Regiment (22nd Foot)
  - 1st Batallion
- The Royal Welch Fusiliers 
  - 1st Batallion
- The Royal Regiment of Wales (24th/41st Foot) 
  - 1st Batallion
- The Royal Gloucestershire, Berkshire and Wiltshire Regiment
  - 1st Batallion
- The Worcestershire and Sherwood Foresters Regiment (29th/45th Foot)
  - 1st Batallion
- The Staffordshire Regiment (The Prince of Wales's)
  - 1st Batallion

The Light Division - 4 bataillons d'infanterie :
- The Light Infantry
  - 1st Batallion
  - 2nd Batallion
- The Royal Green Jackets
  - 1st Batallion
  - 2nd Batallion

The Parachute Regiment - 3 bataillons d'infanterie :
- 1st Batallion
- 2nd Batallion
- 3rd Batallion

The Royal Irish Regiment (27th (Inniskilling) 83rd et 87th et Ulster Defence Regiment)- 1 bataillon d'infanterie et 3 bataillons de Home Service :
- 1st Batallion
- 2nd Batallion (Home Service)
- 3rd Batallion (Home Service)
- 4th Batallion (Home Service)

Note : Les 3 bataillons de Home Service servent uniquement en Irlande du Nord.
The Royal Gurkha Rifles - 2 bataillons d'infanterie :
- 1st Batallion
- 2nd Batallion

NB : The Devonshire and Dorset Regiment et The Royal Gloucestershire, Berkshire and Wiltshire Regiment sont venus rejoindre en juillet 2005 la Light Division et renommé respectivement The Devonshire and Dorset Light Infantry et The Royal Gloucestershire, Berkshire and Wiltshire Light Infantry. Auparavant, ils faisaient partie de The Prince of Wales's Division. 
Quant à l'Armée de Réserve, les régiments d'infanterie sont au nombre de 15.
Voici la liste :
- The Tyne Tees Regiment
- The King’s and Cheshire Regiment
- 51st Highland Regiment
- 52nd Lowland Regiment
- The East and West Riding Regiment
- The East of England Regiment
- The London Regiment
- 3rd (Volunteer) Battalion, The Princess of Wales’s Royal Regiment (Queen’s and Royal Hampshires)
- The Royal Rifle Volunteers
- The Rifle Volunteers
- The West Midlands Regiment
- The Royal Welsh Regiment
- The Lancastrian and Cumbrian Volunteers
- The Royal Irish Rangers
- 4th (Volunteer) Battalion, The Parachute Regiment

### Régiments en 2008
The Guards Division :
- The Grenadier Guards, 1er bataillon, infanterie de la Garde (Foot Guards)
- The Coldstream Guards, 1er bataillon
- The Scots Guards, 1er bataillon
- The Irish Guards, 1er bataillon
- The Welsh Guards, 1er bataillon

The Scottish Division :
- The Royal Regiment of Scotland
  - The Royal Scots Borderers (1st Batallion, The Royal Regiment of Scotland)
  - The Royal Highland Fusiliers (2nd Batallion, The Royal Regiment of Scotland)
  - The Black Watch (3rd Batallion, The Royal Regiment of Scotland)
  - The Highlanders (4th Batallion, The Royal Regiment of Scotland)
  - The Argyll and Sutherland Highlanders (5th Batallion, The Royal Regiment of Scotland)

The Queen’s Division :
- The Princess of Wales’s Royal Regiment (Queen's and Royal Hampshires)
  - 1st Batallion
  - 2nd Batallion
- The Royal Regiment of Fusiliers
  - 1st Batallion
  - 2nd Batallion
- The Royal Anglian Regiment
  - 1st Batallion
  - 2nd Batallion

The King’s Division - 5 bataillons d'infanterie :
- The Duke of Lancaster's Regiment (King's, Lancashire and Border)
  - 1st Batallion
  - 2nd Batallion
- The Yorkshire Regiment (14th/15th, 19th, and 33rd/76th) 
  - 1st Batallion (Prince of Wales’s Own)
  - 2nd Batallion (Green Howards)
  - 3rd Batallion (Duke of Wellington’s)

The Prince of Wales’s Division - 5 bataillons d'infanterie :
- The Mercian Regiment
  - 1st Batallion (Cheshires)
  - 2nd Batallion (Worcesters and Foresters)
  - 3rd Batallion (Staffords)
- The Royal Welsh
  - 1st Batallion (The Royal Welch Fusiliers)
  - 2nd Batallion (The Royal Regiment of Wales)

The Light Division - 5 bataillons d'infanterie :
- The Rifles
  - 1st Batallion
  - 2nd Batallion
  - 3rd Batallion
  - 4th Batallion
  - 5th Batallion

The Parachute Regiment - 3 bataillons d'infanterie : 
- 1st Batallion
- 2nd Batallion
- 3rd Batallion

The Royal Irish Regiment (27th (Inniskilling) 83rd and 87th and Ulster Defence Regiment)- 1 bataillon d'infanterie et 3 bataillons de Home Service :
- 1st Batallion

Note : Les bataillons de Home Service ont été progressivement dissous en raison du processus de stabilisation en Irlande du Nord.
The Royal Gurkha Rifles - 2 bataillons d'infanterie :
- 1st Batallion
- 2nd Batallion

L'Armée de Réserve comptera 14 bataillons ou régiments. 
Voici la répartition de ces unités : 
The Guards Division :
- The London Regiment

The Scottish Division :
- The Royal Regiment of Scotland
  - 52nd Lowland Regiment (6th Batallion, The Royal Regiment of Scotland)
  - 51st Highland Regiment (7th Batallion, The Royal Regiment of Scotland)

The Queen's Division :
- The Princess of Wales’s Royal Regiment (Queen's and Royal Hampshires)
  - 3rd Batallion
- The Royal Regiment of Fusiliers
  - 5th Batallion
- The Royal Anglian Regiment 
  - 3rd Batallion

The King's Division :
- The Yorkshire Regiment (14th/15th, 19th, and 33rd/76th) 
  - 4th Batallion
- The Duke of Lancaster's Regiment (King's, Lancashire and Border)
  - 3rd Batallion

The Prince of Wales's Division :
- The Royal Welsh 
  - 3rd Batallion
- The Mercian Regiment 
  - 4th Batallion

The Light Division :
- The Rifles
  - 5th Batallion
  - 6th Batallion

The Parachute Regiment :
- 4th Batallion